# Томас Ле Ботеллер

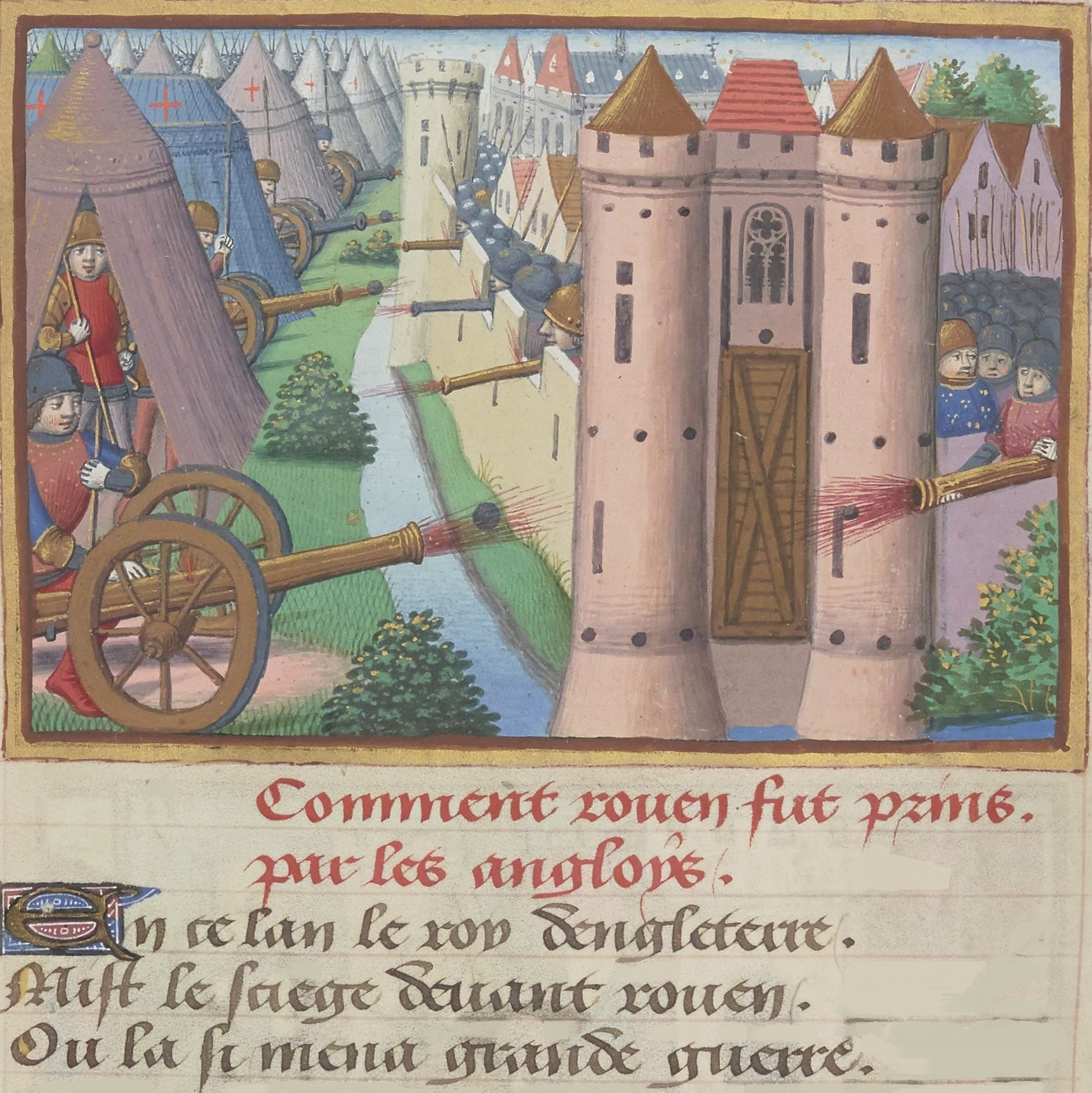
Облога Руана. Середньовічний малюнок.

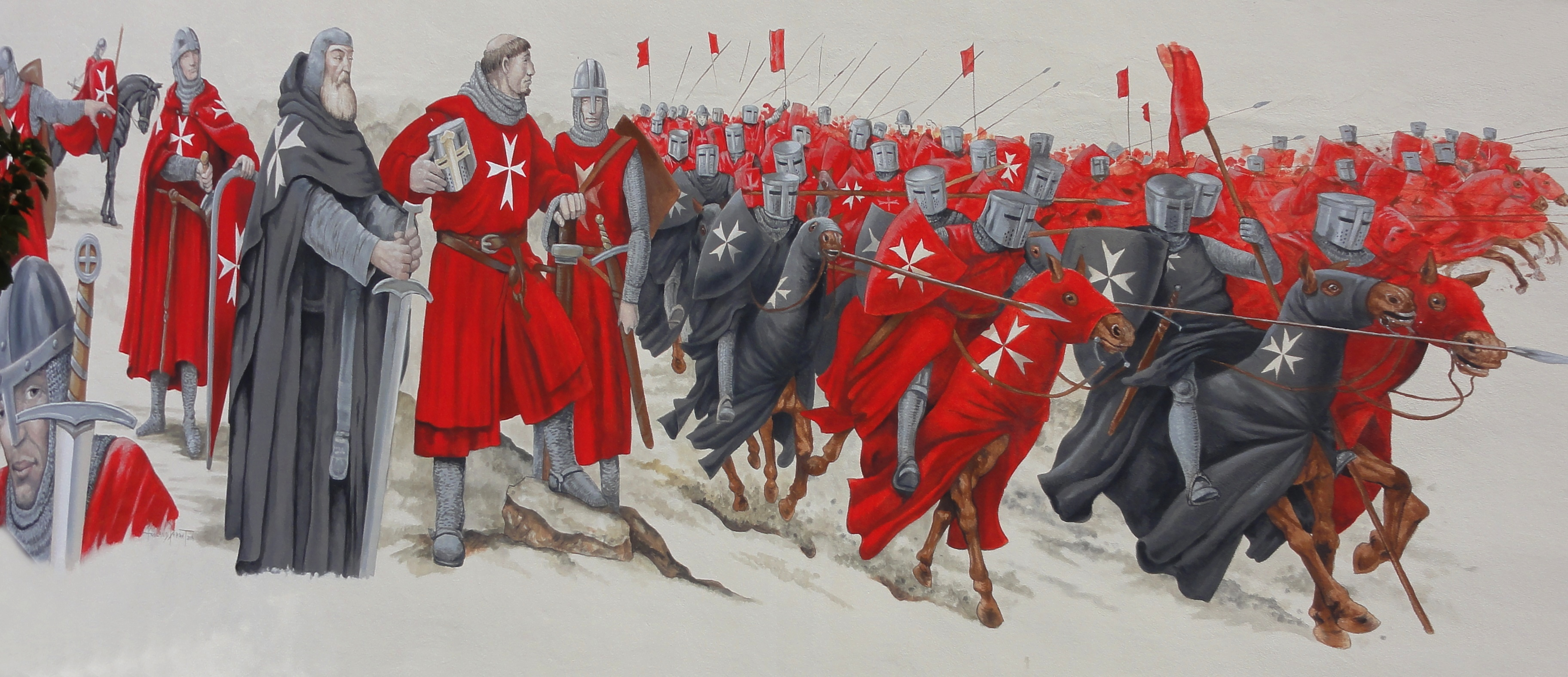
Лицарі-госпітальєри.

Томас Ле Ботеллер (англ. — Thomas Le Boteller) (до 1386—1420) — він же: Томас Батлер, Томас Баках, Томас Кульгавий — позашлюбний син ІІІ графа Ормонд, провідний політик Ірландії на початку XV століття. Він обіймав посади лорд-канцлера Ірландії, лорд-заступника Ірландії та пріора Кілмейнхем. За життя він був вкрай непопулярним державним діячем, якого численні вороги звинувачували у «державній зраді». Його в основному пам'ятають як професійного воїна, який брав участь в боях під час облоги Руана в 1418—1419 роках. Раніше він брав участь у кровопролитному конфлікті, відомому як битва на Кривавому березі поблизу Дубліна в 1402 році.

## Життєпис

### Походження та родина
Томас Ле Ботеллер був сином Джеймса Батлера, ІІІ графа Ормонд від невідомої коханки. Він не був, як іноді кажуть, сином першої дружини графа Енн Веллс. Дата його народження невідома, але оскільки він брав участь у битві в 1402 році, був лорд-намісником Ірландії в 1406 році та пріором Кілмейнхем в 1410 році, це повинно було відбутися задовго до того, як у 1392 році народився його перший законний брат, і, ймовірно, за кілька років до першого шлюбу його батька в 1386 році.
Гельське прізвисько Томаса Баках — «кульгавий», вказує на те, що він був калікою, але ця вада не завадила йому зробити дуже успішну військову кар'єру. Кажуть, що у нього був син, на ім'я Джон Біг Ботеллер, що народився до 1420 року і помер у місті Кілкенні, графство Кілкенні, Ірландія, хоча це неможливо підтвердити з упевненістю. Розповіді про те, що він породив багато інших позашлюбних дітей, ймовірно, безпідставні.

### Кар'єра
Десь перед 1410 роком Томас Ле Ботеллер був призначений пріором Ордену лицарів-госпітальєрів у Кілмейнхем й обіймав цю посаду до своєї смерті в 1420 році. У 1412 році він став лорд-канцлером Ірландії, але через тиск інших своїх обов'язків він зазвичай діяв через свого заступника Роберта Саттона. Він був призначений лорд-депутатом Ірландії за відсутності Томаса Ланкастерського, герцога Кларенс в 1406 році, на цій посаді він мав великий політичний вплив. Історик О'Фланаган стверджує, що парламент відхилив законопроєкт про реформу ірландської церкви на підставі єдиного заперечення Ле Ботеллера. Така поведінка, природно, призвела до скарг на корупцію та погане управління, і ці скарги можуть пояснити напад на нього з боку його політичних опонентів у 1411—1412 роках. За його наполяганням Кларенс підтвердив хартію Вексфорда, вперше видану в 1318 році.

### Битва на Кривавому березі
Лицарі-госпітальєри були військовим орденом, а Томас Ле Ботеллер був військовим, його вихваляли як солдата «випробуваної мужності». У 1402 році він очолив військо з 1400 осіб у війні проти ірландських повстанців з клану О'Бірн з Віклоу, що часто здійснював набіги на Дублін, і до нього приєдналася більша сила, що складалася з міської міліції Дубліна під командуванням Джона Дрейка, лорда-мера Дубліна. Відбулась битва, яка ввійшла в історію як Битва на Кривавому березі. Половина сил Томаса Ле Ботеллера дезертирувала або перебігла до ворога — до ірландських повстанців, і Томас Ле Ботеллер був змушений відступити. Хоча звіти про битву плутані, здається очевидним, що Дрейк згуртував своїх людей і переміг клан О'Бірнів на березі річки Даргл поблизу Брей, графство Віклоу вбивши принаймні 400 повстанців (або 40 000 за одним обліковим записом самих англійських колоністів, що дуже сумнівно). У Даргл пролилося стільки крові, що це місце століттями згодом називали Кривавим берегом.

### Скарги на його режим
Правління Томаса Ле Ботеллера в Ірландії як лорд-канцлера на той час стало настільки непопулярним, що Таємна Рада Ірландії направила значну делегацію, включаючи двох архієпископів, до Англії, щоб поскаржитися на його неналежну поведінку, і його викликали до Лондона, щоб він відповів на висунуті проти нього звинувачення. Схоже, він просто проігнорував як початковий виклик, так і другий наказ з'явитися перед Таємною Радою Англії. Після смерті короля Англії Генріха IV у 1413 році посада лорд-лейтенант його сина, герцога Кларенс, автоматично втратила свою силу, а разом з цим втратились повноваження Томаса Ле Ботеллера.

### Звинувачення у державній зраді
У 1417 і 1418 роках він брав участь у феодальній війні з кланом Берк в Тіпперері та в Кілкенні. Це призвело до зіткнення з Джоном Телботом, І графом Шрусбері, лордом-лейтенантом Ірландії, який підтримував клан Берк, і чия ворожнеча з законним зведеним братом Томаса Джеймсом Батлером, IV графом Ормонд домінувала в ірландській політиці протягом багатьох років. Томас був звинувачений у зрадницькому листуванні з Джеральдом ФітцДжеральдом, V графом Кілдером, і Крістофером Престоном, II бароном Горманстон, обидва були ненадовго ув'язнені. Здається, проти самого Томаса Ле Ботеллера не було вжито ніяких дій: його неодноразово викликали до парламенту, але, як і в 1411—1412 роках, він просто відмовився з'явитися. У цьому випадку його готовність очолити армію у війні з Францією допомогла розв'язувати проблему. Невдовзі Престон і Горманстон були звільнені з ув'язнення та повернуті в прихильність короля: Отвей-Рутвен робить висновок, що вони навряд чи брали участь у зрадницькій змові, а просто виступали проти свавільного режиму графа Шрусбері. Томаса Ле Ботеллера також звинуватили у зрадницьких відносинах з ірландськими кланами, ворожими до англійської корони, і в дозволі їм спустошувати землі на територіях, що були під владою Англії. Знову ж таки, з цих звинувачень нічого не вийшло.

### Облога Руана
У 1418—1419 роках Томас Ле Ботеллер очолював військо під час війни короля Англії Генріха V у Франції під час облоги Руана. Французькі та англійські джерела погоджуються з тим, що він був присутній, хоча вони сильно відрізняються щодо розміру його збройних сил. Найкраща оцінка чисельності ірландських військ становить близько 700 осіб. Згідно з одним описом, то були: «вісімнадцять осіб із червоними щитами та вісімнадцять осіб із чисто білими щитами; і нечасто з Англії буває таке численне й добре народжене військо». Кажуть, що він добре послужив англійській справі у Франції, і помер там у 1420 році, мабуть, ще не досягши сорока років. Вільям Фітц Томас змінив його на посаді пріора Ірландії.

### Характер
Історик О'Фланаган називає Томаса Ле Ботеллера людиною великої мужності та значних адміністративних здібностей, яка подолала подвійні серйозні недоліки незаконнонародженості та фізичної вади, щоб стати успішним військовим і державним діячем. З іншого боку, історик Отвей-Рутвен, вихваляючи його військові здібності, вважав його сварливим і незадовільним із сумнівною лояльністю до Корони Англії. Історик Арчдалл називає його «людиною випробуваної мужності».